# ویتچفورد
ویتچفورد (به انگلیسی: Witchford) یک روستا و محله مدنی در بریتانیا است که در کمبریج‌شر شرقی واقع شده‌است. ویتچفورد ۲٬۳۸۵ نفر جمعیت دارد.